# NK Drava Ptuj
Nogometni klub Drava Ptuj je nogometni klub iz Ptuja. Ustanovljen je bil leta 1933, ukinjen pa leta 2011. Vlogo propadlega nogometnega kluba Drava je nasledila FC Drava Ptuj, ki jo tekmovalni organi ne priznavajo za uradno naslednico. 

## Klubske barve
Drava je v modro-beli kombinaciji igrala večino svojega obstoja, vendar so se v starejši zgodovini občasno pojavljale tudi druge barvne kombinacije. Danes domači dres sestavljajo modra majica, modre hlačke ter modre nogavice, gostujočega pa bela majica, modre hlačke ter bele nogavice.

## Stadion
Nogometni klub Drava Ptuj svoje domače tekme igra na Mestnem stadionu Ptuj. Stadion ima poleg glavne pokrite tribune, ki sprejme 1609 gledalcev, še montažno tribuno s 598 sedeži. Glavna tribuna na zahodni strani stadiona je sestavljena iz starega in novega dela tribune. Izgradnja slednje je bila dokončana leta 2005. Travnato igrišče obdaja atletska steza z različnimi drugimi atletskimi pripomočki, kar omogoča poleg nogometnih tekem tudi atletske prireditve. Zraven glavnega igrišča se nahaja tudi igrišče z umetno travo, ki meri 6.959 m2 in je namenjeno športni vadbi ter tekmovanjem v nogometu.

## Rivalstvo
Nogometnega kluba Drava je imel močno rivalstvo s sosednjim Aluminijem iz Kidričevega. Klub temu, da je Drava v zadnjem času igrala v nižjih ligah, so tekme z Aluminijem še vedno precej pričakovan dogodek. 

## Nekdanji znani nogometaši
Eden izmed velikih nogometašev, ki je svoje prve korake naredil v NK Drava je nekdanji slovenski reprezentant Nastja Čeh, ki danes sodeluje v klubu kot igralec ter strokovni sodelavec. Za NK Drava Ptuj je igral, oziroma branil tudi bivši reprezentant Slovenije Mladen Dabanovič. Med velike nogometaše, ki so igrali za Dravo lahko prišetejemo še dolgoletnega člana Emila Šterbala, prej tudi igralca NK Maribor, velik nogometaš in trener NK Drave pa je bil tudi Franci Fridl. Za Dravo je v sezoni 2009/10 igral še nekdanji slovenski reprezentant Zoran Pavlovič, ki je v klubu deloval tudi kot športni direktor. 
| - Mladen Dabanovič - Nastja Čeh - Zoran Pavlovič - Senad Tiganj - Rok Kronaveter - Borut Semler - Emil Šterbal - Matjaž Lunder - Tomaž Murko - Franc Fridl - Aljaž Zajc - Jakob Poštrak - Klemen Bingo - Damjan Golob - Siniša Andjelkovič - Simon Krepek - Dejan Germič - Gregor Sluga - Matjaž Štelcer | - John Ogu - Slaviša Jevđenović - Radovan Karanović - Javier Grbec - Izudin Kamberović - Mariusz Adam Soska - Miljenko Bošnjak - Jonathan Endurance Odiri - Sead Zilić - Viktor Trenevski - Gabriel - Daniel Bartosch - Abdulrazak Ekpoki - Lucas Mario Horvat - Marko Drevenšek - Uroš Krajnc - Denis Krajnc - Matjaž Majcen - Gorazd Gorinšek - Jure Arsič |